# Al filo de la ley (serie de televisión)
Al filo de la ley es una serie de televisión española producida por Plural Entertainment. La serie consta de 13 capítulos que fueron emitidos por la cadena La primera de TVE entre marzo y junio de 2005 y se ambienta en un bufete de abogados.

## Argumento
La serie está ambientada en un bufete de abogados, Álvarez y asociados, dirigido por Gonzalo Álvarez. 
A lo largo de la serie, Gonzalo y su equipo llevarán una serie de casos en los que se reflejan toda clase de temas de actualidad, desde la violencia de género hasta el racismo. 
Al mismo tiempo, los abogados deberán también resolver sus propios problemas personales, que se reflejan en ocasiones en los casos que llevan.

## Reparto
- Leonardo Sbaraglia (Álex Villar)
- Natalia Verbeke (Elena Castro)
- Fanny Gautier (Patricia Muñoz) (Ep. 1-8)
- César Vea (Cortés)
- María Vázquez (Olga Cáceres)
- Paul Loustau (Rafa)
- Emilio Gutiérrez Caba (Gonzalo Álvarez)
- Emilio Linder (Herminio)
- Antonio Garrido (Alfredo Molina)

## Episodios
| N.º (serie) | N.º (temp.) | Título                     | Fecha de emisión           | Audiencia         |
| ----------- | ----------- | -------------------------- | -------------------------- | ----------------- |
| 1           | 1           | «Contra las cuerdas»       | Jueves 31 de marzo de 2005 | 3 814 000 (21,8%) |
| 2           | 2           | «La confianza da asco»     | Jueves 7 de abril de 2005  | 3 057 000 (17,6%) |
| 3           | 3           | «Al final del túnel»       | Jueves 14 de abril de 2005 | 3 334 000 (19,2%) |
| 4           | 4           | «Para los amigos ausentes» | Jueves 21 de abril de 2005 | 3 189 000 (18,7%) |
| 5           | 5           | «En legítima defensa»      | Jueves 28 de abril de 2005 | 3 047 000 (17,9%) |
| 6           | 6           | «Hermanos de sangre»       | Jueves 5 de mayo de 2005   | 3 042 000 (17,4%) |
| 7           | 7           | «Esos juegos»              | Jueves 12 de mayo de 2005  | 2 611 000 (15,0%) |
| 8           | 8           | «Secuestro»                | Jueves 19 de mayo de 2005  | 2 822 000 (16,7%) |
| 9           | 9           | «El sexo de los abogados»  | Jueves 26 de mayo de 2005  | 2 742 000 (17,1%) |
| 10          | 10          | «Adiós a la inocencia»     | Jueves 2 de junio de 2005  | 2 753 000 (17,1%) |
| 11          | 11          | «Una mujer pública»        | Jueves 16 de junio de 2005 | 2 511 000 (16,2%) |
| 12          | 12          | «Un gran equipo»           | Jueves 23 de junio de 2005 | 1 906 000 (15,4%) |
| 13          | 13          | «Fantasmas del pasado»     | Jueves 30 de junio de 2005 | 1 228 000 (10,9%) |